# موزه علوم ال پاسو
موزه علوم ال پاسو (به انگلیسی: El Paso Science Museum) نام موزه‌ای در شهر ال پاسو در تگزاس است.